# Agapito Domínguez Canabal
Agapito Domínguez Canabal är en ort i Mexiko.   Den ligger i kommunen Huimanguillo och delstaten Tabasco, i den sydöstra delen av landet, 600 km öster om huvudstaden Mexico City. Agapito Domínguez Canabal ligger 54 meter över havet och antalet invånare är 265.
Terrängen runt Agapito Domínguez Canabal är mycket platt. Runt Agapito Domínguez Canabal är det ganska tätbefolkat, med 62 invånare per kvadratkilometer. Närmaste större samhälle är Huimanguillo, 6,3 km norr om Agapito Domínguez Canabal. Omgivningarna runt Agapito Domínguez Canabal är en mosaik av jordbruksmark och naturlig växtlighet.